# Valerie Springer

Valerie Springer bei einer Lesung bei Global 2000 im Jahr 2011

Valerie Springer (* 14. Mai 1958 in München) ist eine österreichische Schriftstellerin britisch-tschechisch-österreichischer Herkunft.

## Leben
Valerie Springers Eltern kehrten – nach ihrer Emigration – im Jahre 1957 aus Großbritannien nach Mitteleuropa zurück. Nach mehreren Stationen in verschiedenen europäischen Ländern zog die Familie 1969 in die Schweiz, wo Valerie Springer 1977 maturierte; im selben Jahr verlegte die Familie ihren Wohnsitz nach Österreich.
Springer arbeitete nach einem Kurzstudium in Wien zunächst als Kulturredakteurin für Zeitschriften und Magazine. 2003 veröffentlichte sie mit dem  Sachbuch Eifersüchtig? Ich doch nicht! ihr erstes Buch, bevor sie sich ganz der Belletristik zuwandte. Sie publiziert deutschsprachig und englischsprachig. Springer ist Mitglied der Österreichischen Gesellschaft für Literatur und der GAV.
Valerie Springer ist in zweiter Ehe verheiratet und Mutter von drei Kindern. Sie lebt als freie Schriftstellerin im Wienerwald in Niederösterreich.

## Werk
Ihr Debütroman Eine Liebe auf Jamaika (2004) ist eine erotisch-prickelnde Liebesgeschichte, die mit Poesie die Begegnung zwischen einer Europäerin und einem Forscher der jamaikanischen Maroons schildert.
Im April 2009 erschien Springers zweiter Roman Auflösung. In einer auf verschiedenen Zeitebenen spielenden Handlung widmet sich Springer in diesem Prosatext den Hintergründen des Attentats auf Reinhard Heydrich im Frühjahr 1942 in Prag. Pavel Kohout lobte die Genauigkeit ihrer Prag-Recherche für Springers Roman Auflösung mit einer ausdrücklichen „Anerkennung ihrer Kenntnisse der komplizierten historischen Materie“. Ebenso attestierten auch Barbara Coudenhove-Kalergi und Beppo Beyerl Springer gewissenhafte Detailarbeit.
Vernichtung erschien im Juni 2011 und behandelt vor dem Hintergrund des Globalisierungs-Imperialismus den Kampf eines Einzelnen gegen den Terror der multinationalen Konzerne.
Als Hörbuch erschien Auflösung im Juli 2011. Als Hörbuch erschien Eifersüchtig? Ich doch nicht! im November 2011. 
Valerie Springer ist Theodor-Körner-Preisträgerin und erhielt mehrere Förderungen vom Bundesministerium für Unterricht, Kunst und Kultur, Wien.
Springers mit dem Theodor-Körner-Preis für Literatur ausgezeichneter Roman Die Geliebte, der Mann, dessen Frau und die zwei Söhne. Eine Erzählung vom Ende der Zeit. erschien im Januar 2013. Springer dankt in ihrem Roman ausdrücklich Brian Greene, dessen Arbeit ihr vorrangig als Grundlage für ihre Recherche diente.
Im September 2013 publizierte der Berger-Verlag Wahrsagung, Springers dritten Teil ihrer Trilogie über die Abgründe der Menschheit. Vor dem Hintergrund neonazistischer Aktivitäten in Wien schildert die Autorin die Begegnung zwischen einer älteren Prostituierten und einem jungen Ex-Jugoslawien-Flüchtling. Springer im Wortlaut: „In 'Auflösung' habe ich mich der Vergangenheit der Nazi-Schrecknisse gewidmet, in 'Vernichtung' der Gegenwart des Globalisierungs-Wahnsinns. Und mit 'Wahrsagung' wende ich mich der Zukunft des Denkens zu.“
Als non-profit-Projekt erschien 2015 Der Tukan mit dem großen Schnabel,. ein Kindergedichte-Band, den Springer gemeinsam mit dem Schweizer Illustrator Marius Buner verwirklichte.
2016 publizierte der Wortreich-Verlag Springers Roman Ein paar Tage in einer fremden Stadt,, eine „höchst gelungene Komposition aus wissenschaftlichen Sensationen und olfaktorischen Wahrnehmungen.“
Im November 2016 veröffentlichte Springer anlässlich der Produktionen der Filme Anthropoid und HHhH und anlässlich des 75. Jahrestages des Attentats im Mai 2017 (Operation Anthropoid, 27. Mai 1942)  die englische Übersetzung ihres überarbeiteten Romans Auflösung unter dem Titel Resolution. A Search for Traces.
Von 2016 bis 2023 war Springer als Radiomacherin beim freien Sender Campus & City Radio 94,4 mit ihrem gesellschaftskritischen Format last exit auf Sendung. Seit 2023 gestaltet sie dort das Literaturformat BOOK SHOT, wo sie wöchentlich aktuelle Buchempfehlungen vorstellt.

## Veröffentlichungen
- Über die Anmut der Zufälligkeiten, Lyrik und Kurzprosa, 2025, ISBN 978-3-903442-70-2
- Die Berichterstatterin, Roman 2025, ISBN 978-3-903354-28-9
- Nachtkind. Roman 2022, ISBN 978-3-903354-27-2
- The Mistress, The Husband, His Wife and the Two Sons. A Tale about The End of Time. Roman 2017, ISBN 978-1973582441
- Resolution. A Search for Traces. Roman 2016, ISBN 978-1535351577
- Ein paar Tage in einer fremden Stadt. Roman 2016, ISBN 978-3-903091-19-1
- Der Tukan mit dem großen Schnabel. Kinderbuch 2015, ISBN 978-3-85028-747-0
- Wahrsagung. Eine Recherche der Reinheit, Roman 2013, ISBN 978-3850285988
- Die Geliebte, der Mann, dessen Frau und die zwei Söhne. Eine Erzählung vom Ende der Zeit. Roman 2013, ISBN 9783850285810
- Eifersüchtig? Ich doch nicht!, Hörbuch 2011
- Auflösung. Eine Spurensuche, Hörbuch 2011
- Vernichtung. Eine Chronologie, Roman 2011, ISBN 978-3850285254
- Auflösung. Eine Spurensuche, Roman 2009, ISBN 978-3850284820
- 9 ½ Stunden. Eine Liebe auf Jamaika, Roman 2004, ISBN 978-3902141118
- Eifersüchtig? Ich doch nicht!, Sachbuch 2003, ISBN 978-3902141040